# Gabriel-Marie Garrone
Gabriel-Marie Garrone (Aix-les-Bains, 12 ottobre 1901 – Roma, 15 gennaio 1994) è stato un cardinale e arcivescovo cattolico francese.

## Biografia
Nacque ad Aix-les-Bains il 12 ottobre 1901.
Partecipò come ufficiale al secondo conflitto mondiale, durante il quale fu prigioniero di guerra.
Nel 1947 papa Pio XII lo nominò arcivescovo coadiutore di Tolosa; succedette alla guida della suddetta diocesi il 5 novembre 1956.
Prese parte al Concilio Vaticano II e fu nominato pro-prefetto della Congregazione per l'Educazione cattolica da papa Paolo VI nel 1966.
Papa Paolo VI lo elevò al rango di cardinale nel concistoro del 26 giugno 1967. Partecipò ai conclavi del 1978.
Morì il 15 gennaio 1994 all'età di 92 anni. Le sue spoglie mortali riposano nella cappella del Pontificio Seminario Francese di Roma.

## Genealogia episcopale e successione apostolica
La genealogia episcopale è:
- Cardinale Scipione Rebiba
- Cardinale Giulio Antonio Santori
- Cardinale Girolamo Bernerio, O.P.
- Arcivescovo Galeazzo Sanvitale
- Cardinale Ludovico Ludovisi
- Cardinale Luigi Caetani
- Cardinale Ulderico Carpegna
- Cardinale Paluzzo Paluzzi Altieri degli Albertoni
- Papa Benedetto XIII
- Papa Benedetto XIV
- Papa Clemente XIII
- Cardinale Marcantonio Colonna
- Cardinale Hyacinthe Sigismond Gerdil
- Cardinale Giulio Maria della Somaglia
- Cardinale Carlo Odescalchi, S.I.
- Vescovo Eugène-Charles-Joseph de Mazenod, O.M.I.
- Cardinale Joseph Hippolyte Guibert, O.M.I.
- Cardinale François-Marie-Benjamin Richard de la Vergne
- Arcivescovo François-Joseph-Edwin Bonnefoy
- Vescovo Jean Baptiste Étienne Honoré Penon
- Vescovo Alexandre Caillot
- Arcivescovo Emile Maurice Guerry
- Cardinale Gabriel-Marie Garrone

La successione apostolica è:
- Vescovo Jean-Baptiste Brunon, P.S.S.